# Time Flies (film 1926)
Time Flies è un cortometraggio muto del 1926 diretto da Jess Robbins.

## Trama
Nel vecchio Sud, durante un duello, un uomo salva inavvertitamente uno dei due duellanti. Per ricompensa, gli verrà regalato un orologio. Molti anni più tardi, il nipote dell'uomo deciderà di recarsi in città a cercare fortuna, con la mamma che lo fornisce di un piccione viaggiatore per poter chiedere aiuto a casa. L'orologio del nonno sarà il motivo e la causa di tutta una serie di avventure che coinvolgeranno il giovane, preso di mira da una fascinosa signora che cerca di ammaliarlo.

## Produzione
Il film fu prodotto dalla Lupino Lane Comedy Corporation.

## Distribuzione
Distribuito dalla Educational Film Exchanges, il film - un cortometraggio di venti minuti - uscì nelle sale cinematografiche USA il 7 febbraio 1926
Copia della pellicola viene conservata all'UCLA Film and Television Archives.